# 함평북초등학교
함평북초등학교는 대한민국 전라남도 함평군 함평읍 고양촌길 17-70 (대덕리)에 있었던 초등학교이다.

## 연혁
- 1962년 12월 31일 설치인가
- 1963년 12월 3일 함평국민학교 영풍분교장 개교
- 1964년 3월 2일 함평북국민학교 인가
- 1981년 3월 10일 병설유치원 설립
- 1996년 3월 1일 함평북초등학교로 교명 변경
- 1997년 2월 21일 제32회 졸업식 (남4명, 여3명 누계 2081명)
- 1997년 3월 1일 함평초등학교에 통폐합